# هيدينوري إيشي
هيدينوري إيشي (باليابانية: 石井 秀典) (مواليد 23 سبتمبر 1985)، هو لاعب كرة قدم ياباني سابق كان يلعب كمدافع.

## وصلات خارجية
- هيدينوري إيشي على موقع رابطة كرة القدم اليابانية للمحترفين (اليابانية)
- هيدينوري إيشي على موقع قاعدة بيانات كرة القدم.إي يو (الإنجليزية)
- هيدينوري إيشي على موقع Soccerway.com (الإنجليزية)
- هيدينوري إيشي على موقع عالم كرة القدم.نت (الإنجليزية)
- هيدينوري إيشي على موقع كووورة